# Jane Wiedlin
Jane Marie Genevieve Wiedlin (Oconomowoc, 20 maggio 1958) è una cantante, chitarrista e attrice statunitense.

## Biografia
Jane Wiedlin è nata in Wisconsin ed ha origini tedesche-svizzere da parte del padre e libanesi da parte della madre.
Nel 1978 a Los Angeles ha cofondato il gruppo musicale femminile The Go-Go's insieme a Belinda Carlisle, Margot Olavarria e Elissa Bello. Queste ultime due, nel periodo successivo, sono state sostituite rispettivamente da Kathy Valentine e Gina Schock.
Il gruppo ha pubblicato il primo singolo e il primo album nel 1981. Nel 1985 si è sciolto, per poi ricostituirsi in seguito in più occasioni.
Nel 1983 ha inciso con il gruppo Sparks il brano Cool Places, estratto dall'album In Outer Space.
Nel 1985 ha pubblicato il suo primo album solista, l'eponimo Jane Wiedlin (I.R.S. Records). Nel 1988 ha pubblicato il suo secondo album Fur, prodotto da Stephen Hague e che contiene il singolo Rush Hour. Questo disco è seguito due anni dopo da Tangled. Il brano omonimo fa parte della colonna sonora del film Pretty Woman.
Dal 1995 al 1998 ha fatto parte di un gruppo pop punk chiamato froSTed.
Per quanto riguarda la sua carriera di attrice, ha fatto una piccola apparizione nel film Rotta verso la Terra (1986) della serie di Star Trek. Ha inoltre recitato in Signori, il delitto è servito, La bella addormentata e Bill & Ted's Excellent Adventure, film in cui interpreta Giovanna d'Arco. 
Ha doppiato anche in alcune serie e video animati, tra cui Mission Hill (1999-2002) e diverse produzioni della saga di Scooby-Doo.
Nel 2000 ha pubblicato l'album Kissproof World. L'anno seguente, a 17 anni di distanza, ha inciso un nuovo album in studio con le The Go-Go's dal titolo God Bless the Go-Go's.
Nel 2001 ha un ruolo nella serie televisiva Spyder Games, andata in onda negli Stati Uniti su MTV. Nel 2005 recita nel film Firecracker del regista Steve Balderson, con cui lavora nuovamente nel 2009 per Stuck!.

## Discografia

### Solista
- 1985 - Jane Wiedlin
- 1988 - Fur
- 1990 - Tangled
- 1993 - The Very Best of Jane Wiedlin: From Cool Places to Worlds on Fire
- 2000 - Kissproof World

### Con le Go-Go's
- 1981 - Beauty and the Beat
- 1982 - Vacation
- 1984 - Talk Show
- 1990 - Greatest
- 1994 - Return to the Valley of the Go-Go's
- 2000 - VH1 Behind the Music: Go-Go's Collection
- 2001 - God Bless the Go-Go's